# Santa Cruz (Costa Rica)
Pour les articles homonymes, voir Santa Cruz.
Santa Cruz est un district du Costa Rica, chef-lieu du canton de Santa Cruz dans la province de Guanacaste.

## Historique
La ville a été fondée en 1782.

## Monuments
On y trouve le sanctuaire Saint-Christ-d’Esquipulas, une église de culte catholique que la Conférence épiscopale du Costa Rica a déclaré sanctuaire national, en 2002.